# 彼得鲁·约苏布
彼得鲁·约苏布（羅馬尼亞語：Petru Iosub，1961年6月16日—），罗马尼亚男子赛艇运动员。他曾代表罗马尼亚参加1980年和1984年夏季奥林匹克运动会赛艇比赛，其中1984年奥运会获得一枚金牌。